# Эбертсхайм
Эбертсхайм (нем. Ebertsheim) — община в Германии, в земле Рейнланд-Пфальц. 
Входит в состав района Бад-Дюркхайм. Подчиняется управлению Грюнштадт-Ланд.  Население составляет 1234 человека (на 31 декабря 2018 года). Занимает площадь 5,29 км².